# Jürgen Sudhoff

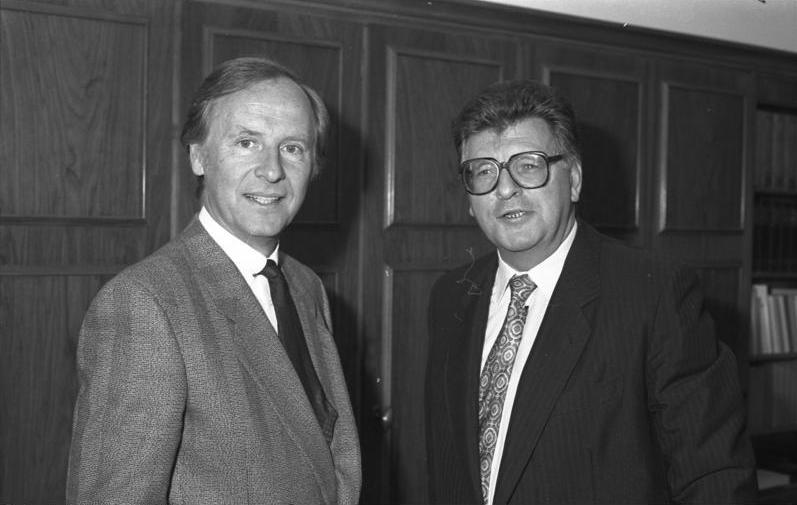
Jürgen Sudhoff (links) beim Empfang des Präsidenten des Deutschen Bundestages, Philipp Jenninger (rechts)

Jürgen Sudhoff (* 20. August 1935 in Bochum) ist ein deutscher Ministerialbeamter und Diplomat.

## Leben
Nach dem Abitur nahm Sudhoff an der Rheinischen Friedrich-Wilhelms-Universität Bonn ein Studium der Rechtswissenschaft auf. Dort war er auch aktiv im Corps Rhenania Bonn. Sudhoff bestand beide juristischen Staatsexamen und wurde 1961 zum Dr. iur. promoviert. Er trat anschließend in den juristischen Staatsdienst und war als Gerichtsassessor am Landgericht Essen tätig. 1964 schloss er ein einjähriges Aufbaustudium an der Harvard University mit dem Grad des Master of Laws ab.
Sudhoff wechselte 1965 in den Auswärtigen Dienst der Bundesrepublik Deutschland und war in verschiedenen Funktionen in den Niederlanden, Großbritannien, Israel und Mexiko tätig. Von 1968 bis 1971 war er Second Secretary an der Deutschen Botschaft in London und maßgeblich an der Gründung der Deutschen Schule in Petersham beteiligt. Von 1977 bis 1981 war er Sprecher des Auswärtigen Amtes, von 1982 bis 1985 dann stellvertretender Sprecher der Bundesregierung und stellvertretender Leiter des
Presse- und Informationsamtes der Bundesregierung.
Sudhoff war 1981/82 deutscher Botschafter in Mexiko und von 1985 bis 1991 Staatssekretär des Auswärtigen Amts. 1991–1995 fungierte er als deutscher Botschafter in Frankreich.
Für Aufsehen sorgte Sudhoff 1995, als er nach seiner Frühpensionierung wegen Dienstunfähigkeit als Repräsentant von Daimler-Benz in Paris tätig wurde, wo er bis kurz zuvor Botschafter war. Außenminister Klaus Kinkel untersagte ihm diese Betätigung.
1999 nahm er eine Tätigkeit als Rechtsanwalt auf.

## Ehrungen
- 1979: Komtur des Verdienstordens der Italienischen Republik
- 1988: Großkreuz des Falkenordens
- 1988: Verdienstkreuz 1. Klasse der Bundesrepublik Deutschland
- 1989: Großkreuz des Ordens des Infanten Dom Henrique
- 1991: Großes Verdienstkreuz der Bundesrepublik Deutschland